# Juan José Villanueva Pipaón
Juan José Villanueva Pipaón (Sant Sebastià, 1945) és un físic i informàtic basc. El 1973 es llicencià en ciències físiques a la Universitat de Barcelona i el 1981 es doctorà en Visió per Computador a la Universitat Autònoma de Barcelona. El 1975 començà a treballar com a professor del Departament d'Informàtica de la UAB i des del 1990 és catedràtic d'aquest departament.
El 1984 va fundar el Grup de Visió per Computador que el 1995 es convertí en Centre de Visió per Computador (CVC), que fa recerca, desenvolupament i transferència de tecnologia en visió per computador, i del qual és el director des de 1995. També és coeditor de la revista Electronic Letters on Computer Vision and Image Analysis (ELCVIA).
La seva àrea d'investigació se centra en l'avaluació de seqüències d'imatges on hi ha persones, utilitzant tècniques de visió per computador. El 1997 va rebre la Medalla Narcís Monturiol al mèrit científic de la Generalitat de Catalunya.
Ha estat fundador i president de l'Asociación Española de Reconocimiento de Formas y Análisis de Imágenes (AERFAI), integrada en la International Association for Pattern Recognition (IAPR), de la que n'és membre des de 2004. També ha treballat per a l'Agencia Nacional de Evaluación y Prospectiva (ANEP), per a la Sociedad para la Promoción y Reconocimiento Industrial (SPRI), per al Programa marc de la Unió Europea i per a la Swiss National Science Foundation, així com en els projectes europeus Tele-Activities, TeleRegions SUN 2, EXPANSIV IST, EUSTIST IST i TeleRegions SUN 1. Actualment és Project Leader del projecte europeu HERMES i soci del projecte europeu VIDI-Video.